# Diócesis de Ihosy
La diócesis de Ihosy (en latín: Dioecesis Ihosien(sis) y en francés: Diocèse d'Ihosy) es una circunscripción eclesiástica latina de la Iglesia católica en Madagascar, sufragánea de la arquidiócesis de Fianarantsoa. La diócesis tiene al obispo Fulgence Razakarivony, M.S. como su ordinario desde el 16 de julio de 2011.

## Territorio y organización
La diócesis tiene 40 900 km² y extiende su jurisdicción sobre los fieles católicos de rito latino residentes en los distritos de Ihosy e Ivohibe de la región de Ihorombe, el distrito de Midongy-Sur de la región de Atsimo-Atsinanana y el distrito de Betroka de la región de Anosy.
La sede de la diócesis se encuentra en la ciudad de Ihosy, en donde se halla la Catedral de San José.
En 2019 en la diócesis existían 3 parroquias.

## Historia
La diócesis fue erigida el 13 de abril de 1967 con la bula Mirifice sane del papa Pablo VI, obteniendo el territorio de las diócesis de Fort-Dauphin (hoy diócesis de Tôlanaro) y de Farafangana.

## Estadísticas
De acuerdo al Anuario Pontificio 2020 la diócesis tenía a fines de 2019 un total de 112 700 fieles bautizados.
| Año                                                                             | Población            | Población | Población      | Sacerdotes | Sacerdotes    | Sacerdotes    | Bautizados por sacerdote | Diáconos permanentes | Religiosos | Religiosos | Parroquias |
| Año                                                                             | Bautizados católicos | Total     | % de católicos | Total      | Clero secular | Clero regular | Bautizados por sacerdote | Diáconos permanentes | Varones    | Mujeres    | Parroquias |
| ------------------------------------------------------------------------------- | -------------------- | --------- | -------------- | ---------- | ------------- | ------------- | ------------------------ | -------------------- | ---------- | ---------- | ---------- |
| 1970                                                                            | 13 366               | 144 805   | 9.2            | 15         | 1             | 14            | 891                      |                      | 15         | 31         | 5          |
| 1980                                                                            | 21 260               | 184 000   | 11.6           | 19         | 1             | 18            | 1118                     |                      | 21         | 42         | 5          |
| 1990                                                                            | 29 950               | 280 000   | 10.7           | 20         | 2             | 18            | 1497                     |                      | 23         | 56         | 6          |
| 1999                                                                            | 43 960               | 344 500   | 12.8           | 33         | 15            | 18            | 1332                     |                      | 28         | 70         | 8          |
| 2002                                                                            | 45 287               | 365 480   | 12.4           | 32         | 12            | 20            | 1415                     |                      | 31         | 79         | 10         |
| 2003                                                                            | 46 845               | 376 445   | 12.4           | 38         | 17            | 21            | 1232                     |                      | 32         | 91         | 11         |
| 2004                                                                            | 56 180               | 310 158   | 18.1           | 36         | 15            | 21            | 1560                     |                      | 32         | 100        | 3          |
| 2006                                                                            | 71 845               | 321 000   | 22.4           | 32         | 15            | 17            | 2245                     |                      | 28         | 97         | 3          |
| 2013                                                                            | 77 180               | 398 000   | 19.4           | 40         | 21            | 19            | 1929                     |                      | 26         | 118        | 3          |
| 2016                                                                            | 85 536               | 493 091   | 17.3           | 37         | 21            | 16            | 2311                     |                      | 26         | 127        | 3          |
| 2019                                                                            | 112 700              | 631 400   | 17.8           | 38         | 23            | 15            | 2965                     |                      | 25         | 126        | 3          |
| Fuente: Catholic-Hierarchy, que a su vez toma los datos del Anuario Pontificio. |                      |           |                |            |               |               |                          |                      |            |            |            |

## Episcopologio
- Luigi Dusio, C.M. † (13 de abril de 1967-2 de noviembre de 1970 falleció)
- Jean-Guy Rakodondravahatra, M.S. † (25 de marzo de 1972-21 de septiembre de 1996 falleció)
  - Sede vacante (1996-1999)
- Philippe Ranaivomanana (2 de enero de 1999-13 de noviembre de 2009 nombrado obispo de Antsirabe)
- Fulgence Razakarivony, M.S., desde el 16 de julio de 2011